# Bollinger
För andra betydelser, se Bollinger (olika betydelser).

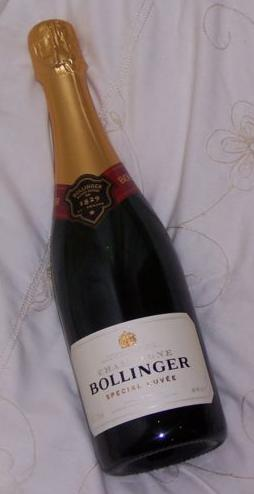
Bollinger Special Cuvée

Bollinger är ett champagnehus grundat 1829 i Aÿ av Hennequin de Villermont, Paul Renaudin och Jacques Bollinger. Det ägs och styrs idag av femte generationen efter Jacques Bollinger. Detta gör Bollinger till ett av de sista självständiga champagnehusen. Druvsammansättningen i Bollingers champagner domineras av Pinot Noir, och alla har ett inslag av ekfatslagring. 

## Produkter
Olika champagner/viner som produceras:
- Special Cuvée, en non-vintage champagne
- Special Cuvée, en non-vintage roséchampagne
- Bollinger PN, en cuvée gjord på 100% pinot noir. Kallas VVFs ”lillasyster”
- Côte aux Enfants, Vin av pinot noir
- Grande Année, en årgångschampagne
- Grande Année rosé, en årgångschampagne
- R.D. (Récemment Dégorgé), en sendegorgerad årgångschampagne med extra lagring
- Vieille Vignes Françaises, en champagne från en liten vingård med oympade vinstockar. 100% pinot noir.

## Produktplacering
Bollinger ersätter, i filmen Moonraker, Dom Pérignon som James Bonds favoritchampagne. Bollinger har haft produktplacering i James Bond-filmerna i över 40 år.